# Erzgebirgskrimi
Erzgebirgskrimi ist eine Kriminalfilmreihe des ZDF, die von der NFP Neue Film Produktion produziert und seit November 2019 in unregelmäßigen Abständen im Rahmen des ZDF-Samstagskrimis ausgestrahlt wird.

## Inhalt
Im Mittelpunkt dieser Krimireihe steht das Erzgebirge in Sachsen. So spielen der Bergbau oder die traditionelle Handwerkskunst der Region, wie der Erzgebirgische Schwibbogen, eine tragende Rolle. Regionaltypisch wird mit „Glück auf!“ gegrüßt. Nachdem im ersten Fall der Berliner Kriminalhauptkommissar Ralf Adam an der Seite der deutsch-ungarischen Kriminalkommissarin Karina Szabo ermittelt hat, ist seit dem zweiten Fall der aus dem Erzgebirge stammende Kommissar Robert Winkler ihr Partner. Die Ermittlungen der Kommissare werden stets von der Försterin Saskia Bergelt, ihrem Vater Georg und Hund Wolke unterstützt. Die Kriminalfälle haben zeitgeschichtlichen und regionalen Bezug. Zeitgeschichtliche Themen sind bspw. die Rückübertragung von Immobilien an aus der DDR geflohene Alteigentümer (Der Tote im Burggraben) oder das Verhältnis von Asylsuchenden und Dorfbewohnern (Familienband). Als episodenübergreifende Nebenstory versucht Kommissar Winkler einen Autounfall aufzuklären, an dem er vor Jahren beteiligt war (1994). Er verlor dabei seine damalige Freundin, was der Grund dafür war, dass er seine Heimat verließ.

### Beziehungen der Rollen untereinander
Wesentliches Element der Serie sind die (möglichen) intimen Beziehungen der handelnden Personen. Kommissarin Szabo hält Kriminaltechniker Baumann zunächst auf Abstand. Kommissar Winkler scheint sich für die Rechtsmedizinerinnen zu interessieren (wobei das Verhältnis zu ihnen platonisch bleibt) und auch für die Försterin Saskia Bergelt, die ihn bei seinen Ermittlungen häufig unterstützt.

### Running Gag
Winkler und Szabo übernachten in Dorfhotels in Nähe der Mordfälle und Szabo schafft es nie zu frühstücken, bevor Winkler den Aufbruch „befiehlt“.

## Besetzung
| Schauspieler             | Rollenname           | Position                                               | Episoden | Zeitraum  |
| ------------------------ | -------------------- | ------------------------------------------------------ | -------- | --------- |
| Stephan Luca             | Ralf Adam            | Kriminalhauptkommissar                                 | 1        | 2019      |
| Kai Scheve               | Robert Winkler       | Kriminalhauptkommissar                                 | 2–       | seit 2020 |
| Lara Mandoki             | Karina Szabo         | deutsch-ungarische junge Kommissarin                   | 1–       | 2019–     |
| Teresa Weißbach          | Saskia Bergelt       | Försterin                                              | 1–       | seit 2019 |
| Andreas Schmidt-Schaller | Georg Bergelt        | Vater von Saskia Bergelt                               | 1–10     | 2019–2024 |
| Thomas Thieme            | Fritz Bergelt        | Onkel von Saskia Bergelt                               | 11–      | seit 2025 |
| Adina Vetter             | Charlotte von Sellin | Rechtsmedizinerin                                      | 1–4      | 2019–2021 |
| Masha Tokareva           | Elena Kulikova       | Rechtsmedizinerin                                      | 6–       | seit 2022 |
| Adrian Topol             | Maik Baumann         | Kriminaltechniker, bis Folge 7 mit Karina Szabo liiert | 1–8      | 2019–2023 |

## Episodenliste
| Nr. | Originaltitel             | Erstausstrahlung | Regie               | Drehbuch                     | Zuschauer             |
| --- | ------------------------- | ---------------- | ------------------- | ---------------------------- | --------------------- |
| 1   | Der Tote im Stollen       | 9. Nov. 2019     | Ulrich Zrenner      | Leo P. Ard, Rainer Jahreis   | 6,21 Mio. (20,8 % MA) |
| 2   | Tödlicher Akkord          | 7. März 2020     | Ulrich Zrenner      | Leo P. Ard, Rainer Jahreis   | 7,13 Mio. (24,0 % MA) |
| 3   | Der Tote im Burggraben    | 17. Apr. 2021    | Constanze Knoche    | Leo P. Ard, Rainer Jahreis   | 7,97 Mio. (24,9 % MA) |
| 4   | Der letzte Bissen         | 16. Okt. 2021    | Ulrich Zrenner      | Leo P. Ard, Rainer Jahreis   | 6,83 Mio. (23,8 % MA) |
| 5   | Verhängnisvolle Recherche | 19. Feb. 2022    | Jörg Lühdorff       | Leo P. Ard, Jörg Lühdorff    | 7,45 Mio. (25,6 % MA) |
| 6   | Tödliche Abrechnung       | 13. Aug. 2022    | Marcus Ulbricht     | Rainer Jahreis               | 4,73 Mio. (24,4 % MA) |
| 7   | Ein Mord zu Weihnachten   | 21. Dez. 2022    | Axel Barth          | Leo P. Ard, Rainer Jahreis   | 5,40 Mio. (19,6 % MA) |
| 8   | Familienband              | 11. Nov. 2023    | Thorsten M. Schmidt | Susanne Schneider            | 6,90 Mio. (26,4 % MA) |
| 9   | Die Tränen der Mütter     | 27. Jan. 2024    | Constanze Knoche    | Leo P. Ard                   | 6,55 Mio. (25,3 % MA) |
| 10  | Mord auf dem Jakobsweg    | 2. Nov. 2024     | Markus Imboden      | Jürgen Pomorin               | 6,30 Mio. (25,7 % MA) |
| 11  | Wintermord                | 1. März 2025     | Tim Trageser        | Rainer Jahreis, Tim Trageser | 6,82 Mio. (28,5 % MA) |
| 12  | Die letzte Note           | 26. Apr. 2025    | Tim Trageser        | Thomas Kirchner              | 6,29 Mio. (27,3 % MA) |
| 13  | Über die Grenze           | –                | Thorsten M. Schmidt | Susanne Schneider            |                       |